# 大靈界
《大靈界》（英語：The Spiritual World）是香港亞洲電視拍攝製作的時裝奇幻劇集，由袁仁康監製，首播於1989年11月。主要演員有吳彩南、孫興、陳穎芝、邱月清等。是亞洲電視在1980年代製作的一系列靈異類劇集之一。這部電視劇講述了親情的考驗、愛情的困擾、權力的紛爭、及神對魔、正對邪的較量。

## 演員表
- 鄧浩光 飾 伍克忠
- 邵傳勇 飾 伍克基
- 歐陽耀麟 飾 雄仔
- 凌文海 飾 鍾教授
- 劉芊蒂 飾 阿May
- 梁錦燊 飾 May父
- 譚少英 飾 素娟
- 田自義 飾 歐神父
- 陳麗萍 飾
- 敖龍 飾
- 王清河 飾
- 徐有明 飾
- 吳秀芳 飾 月琴
- 陳東 飾
- 鄭恕鋒 飾
- 劉準 飾
- 石中玉 飾
- 鄧德光 飾
- 方傑 飾 方教授
- 金童 飾 浩雲
- 丁櫻 飾 曹佩珊
- 孫興 飾 伍振宇
- 邱月清 飾
- 何英偉 飾
- 吳毅將 飾 伍振宙
- 陳穎芝 飾 June
- 徐曼華 飾
- 鄒偉光 飾
- 徐曼華 飾 Apple
- 司馬華龍 飾
- 何偉安 飾 李枝松(松仔)

## 軼事
- 這部靈異劇集在播出之前便傳出拍攝期間出現不少靈異事件，其中包括在劇中拍到不尋常的影像，亞視還製作了一個有關拍攝此劇時的靈異經歷特輯。

## 重播
- 2022年6月起，亞視將本劇上載至旗下官方YouTube頻道內，並可免費觀賞。[2]

## 外部連結
- 影史庫-大靈界 （页面存档备份，存于）